# Erwin Sietas
Erwin Sietas, född 24 juli 1910 i Cranz, död 20 juli 1989 i Hamburg, var en tysk simmare.
Sietas blev olympisk silvermedaljör på 200 meter bröstsim vid sommarspelen 1936 i Berlin.